# Andrew Moore
Andrew Michael Tangye Moore (Devon, 27 de abril de 1945) es un arqueólogo y académico británico. Actualmente es profesor en el Instituto de Tecnología de Rochester.

## Biografía
Estudió Historia Moderna en la Universidad de Oxford y se recibió en 1967. Un año antes se había unido a Kathleen Kenyon en sus excavaciones en Jerusalén, Israel.
Reside en New Castle, estado de Nuevo Hampshire (Estados Unidos) desde los años 1990. Habla y escribe fluidamente en francés.

## Carrera
Realizó investigaciones en su alma mater y luego continuó sus estudios de postgrado en la Universidad de Londres bajo el profesor John Evans. Completó su Doctorado en 1978 bajo la supervisión de Kathleen Kenyon, con una tesis doctoral titulada El Neolítico del Levante.
En 1987 publicó su obra maestra: «El Neolítico del Levante». Este trabajo es uno de los más amplios, especializados e importantes para el estudio de la prehistoria del Levante en el mundo.
De 1999 a 2006 fue decano de la Facultad de Artes Liberales del Instituto de Tecnología de Rochester y a partir de allí, Decano de Estudios de Posgrado en la misma institución. Actualmente es presidente del Instituto Arqueológico de América y director del yacimiento arqueológico de Tell Abu Hureyra.